# Lekka jazda

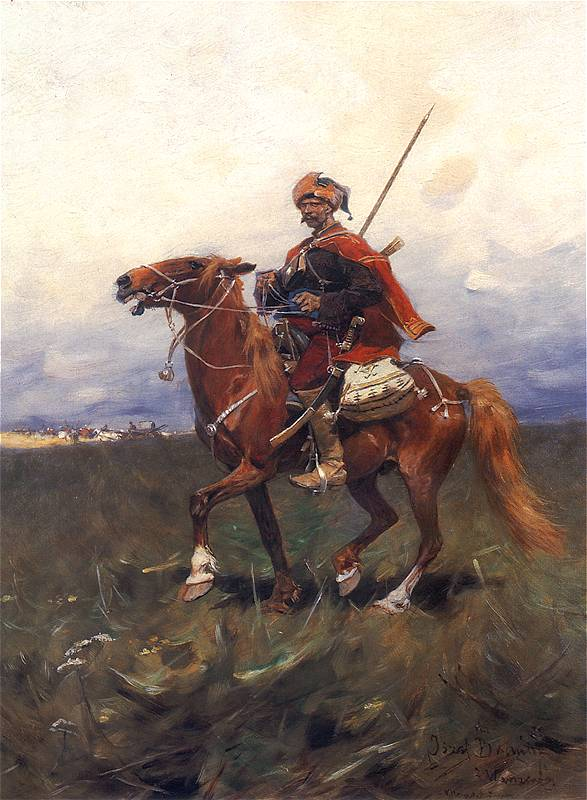
Jazda kozacka – przykład lekkiej jazdy z okresu Rzeczypospolitej Obojga Narodów

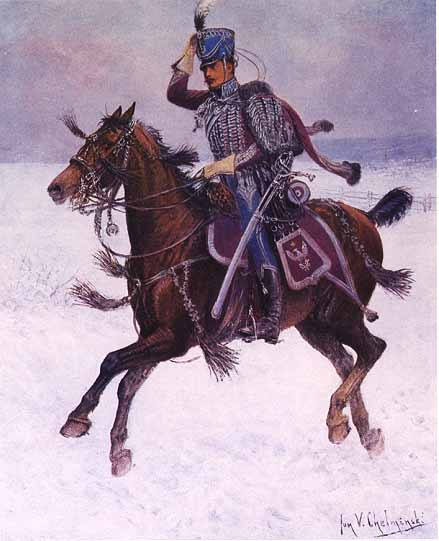
Huzar z okresu napoleońskiego

Lekka jazda – ogólne określenie jednej z wielu formacji kawaleryjskich, których cechą charakterystyczną był brak ciężkich pancerzy (zbroi) u jeźdźców, w przeciwieństwie do ciężkiej jazdy.

## Taktyka
Jazda lekka z powodu braku uzbrojenia ochronnego nie posiadała takiej siły uderzeniowej jak ciężka jazda w bezpośredniej szarży na pozycję nieprzyjaciela. Jednak braki te nadrabiała większą ruchliwością i szybkością poruszania. Była przydatna w zwiadach, rozpoznaniu oraz w akcjach dywersyjnych na tyłach wroga. W czasie bitwy, często powierzano jej zadanie atakowania sił wroga od tyłu.

## Historia
Lekka jazda, jako mniej kosztowna od ciężkiej, istniała od czasów starożytnych niemal we wszystkich armiach. Szczególne znacznie miała wśród ludów koczowniczych (Hunowie, Awarowie, Mongołowie) zamieszkujących rozległe stepy wschodniej Europy i środkowej Azji. Na obszarach o silniejszej państwowości, także w Rzeczypospolitej lekka jazda była często uzupełnieniem i wsparciem dla jazdy ciężkiej, której aż do XVI wieku, przypisywano większe znaczenie. Jednak wraz z rozwojem piechoty i broni palnej, wobec której jazda ciężka była bezradna, bardziej doceniono zalety lekkiej kawalerii, a zwłaszcza jej szybkość. Formacje lekkiej kawalerii istniały do połowy XX wieku, a ich zniknięcie z pól bitew wiązało się z ogólnym kryzysem formacji kawaleryjskich.
Przykłady lekkiej jazdy:
- huzarzy
- lansjerzy
- racowie
- jazda tatarska
- jazda wołoska
- lisowczycy
- szaserzy (strzelcy konni)
- szwoleżerowie
- ułani
- krakusi
- Bośniacy (wojsko)
- Australian Light Horse